# Amt Nieder-Wöllstadt
Das Amt Nieder-Wöllstadt war ein Amt der Grafschaft Solms-Rödelheim und nachfolgend im Großherzogtum Hessen.

## Funktion
In der Frühen Neuzeit waren Ämter eine Ebene zwischen den Gemeinden und der Landesherrschaft. Die Funktionen von Verwaltung und Rechtsprechung waren hier nicht getrennt. Dem Amt stand ein Amtmann vor, der von der Landesherrschaft eingesetzt wurde. 

## Geschichte
Mit der Rheinbundakte von 1806 fiel die staatliche Hoheit über die Grafschaft Solms-Rödelheim und ihr Amt Nieder-Wöllstadt dem Großherzogtum Hessen zu. Dieses gliederte das Gebiet in das Fürstentum Oberhessen (ab 1816: „Provinz Oberhessen“) ein. Das geschah aber mit der Einschränkung, dass den Grafen von Solms-Rödelheim ihre angestammten hoheitlichen Rechte in Verwaltung und Rechtsprechung verblieben. Sie waren nun Standesherren und genossen auch den besonderen Schutz der Bundesakte. Diese eigenständige Souveränität störte selbstverständlich den Anspruch des Großherzogtums auf das staatliche Gewaltmonopol.
Ab 1820 kam es im Großherzogtum Hessen zu Verwaltungsreformen. 1821 wurden auch auf unterer Ebene Rechtsprechung und Verwaltung getrennt und die Ämter aufgelöst. Für die bisher durch die Ämter wahrgenommenen Verwaltungsaufgaben wurden Landratsbezirke geschaffen, für die erstinstanzliche Rechtsprechung Landgerichte.
Auch das Amt Nieder-Wöllstadt sollte aufgelöst werden, was aber wegen der querliegenden Rechte der Grafen von Solms-Rödelheim nicht so schnell vollzogen werden konnte. So wurden zwar die Verwaltungsaufgaben des Amtes Nieder-Wöllstadt bereits 1821 überwiegend dem Landratsbezirk Vilbel (ab 1829 „Landratsbezirk Friedberg“) zugeteilt. Das Dorf Einartshausen wurde ausgegliedert und hinsichtlich der Verwaltung dem 1822 dem neu gebildeten Landratsbezirk Hungen zugeschlagen. Eine Regelung hinsichtlich der Aufgaben in der Rechtsprechung wurde noch nicht getroffen, so dass das Amt Nieder-Wöllstadt erst einmal das Gericht erster Instanz blieb. Die Verhandlungen zwischen Solms-Rödelheim und dem Staat zogen sich noch hin. Erst 1823 führte das zu einem Ergebnis: Die Standesherren übertrugen die Ausübung ihrer Rechte dem Staat, das Großherzogtum agierte dafür „im Namen“ der Standesherrschaft. Hinsichtlich Einartshausen wurde der Wechsel in das Amt Hungen nochmals bestätigt und es wurde hinsichtlich der Rechtsprechung dem Landgericht Laubach zugewiesen.

## Bestandteile
Zum Amt Nieder-Wöllstadt gehörten zum Zeitpunkt seines Übergangs in das Großherzogtum Hessen 1806:
- Assenheim[8], solms-rödelheimischer Anteil (5⁄12[Anm. 1]),
- Beinhardshof[9],
- Bauernheim[10],
- Burg-Gräfenrode[11], solms-rödelheimischer Anteil (1⁄3[Anm. 2]),
- Einartshausen[12],
- Fauerbach[13],
- Nieder-Wöllstadt[14],
- Ossenheim[15],
- Petterweil[16], solms-rödelheimischer Anteil (1⁄2[Anm. 3]), und
- Wickstadt[17].

Das Gebiet des ehemaligen Amtes Nieder-Wöllstadt lag in der Wetterau, in den Gemarkungen der heutigen Städte Friedberg, Karben, Niddatal, Rosbach vor der Höhe und Wöllstadt. Einzige Ausnahme bildete die weit abgelegene Exklave Einartshausen, die heute zu Schotten im Vogelsberg gehört.

## Recht
Im Amt Nieder-Wöllstadt galt das Solmser Landrecht als Partikularrecht. Es blieb geltendes Recht noch im gesamten 19. Jahrhundert und wurde erst zum 1. Januar 1900 durch das einheitlich im ganzen Deutschen Reich geltende Bürgerliche Gesetzbuch abgelöst.